# 奧列格·盧日內
奧列格·罗曼诺维奇·盧日內（烏克蘭語：Олег Романович Лужний；1968年8月5日—），是一位退休的烏克蘭足球運動員。

## 球會生涯

### 沃倫盧茨克足球俱樂部
盧日內先效力於烏克蘭沃倫盧茨克足球俱樂部（1985-88）和SKA Karpaty Lviv（1988）。他在1989年加盟基輔迪納摩，經常在右後衛位置出場，贏得了1990年蘇聯國內雙冠王和1993年和1999年之間連續七次烏克蘭聯賽冠軍，他是基輔迪納摩在1997-98歐洲冠軍聯賽的隊長並在小組賽主場3-0及客場4-0擊敗巴塞罗那足球俱乐部，並在1998-99在八強賽中總比數3-1淘汰皇家马德里足球俱乐部進入半決賽。

### 阿仙奴
盧日內在歐洲冠軍聯賽對戰阿仙奴後，打動阿仙奴主帥溫格，並在1999年的夏天加盟。雖然不是長期正選出場，在效力四年間仍然出場110次比賽，無論是在右後衛或較少出任的中後衛，甚至在聯賽杯成為一次隊長。在2001-02賽季，阿仙奴贏得了一個雙冠軍英格蘭足球超級聯賽和足總杯。他貢獻了18次聯賽出場。他為阿仙奴的最後一場比賽是2003年足總杯決賽。

### 狼隊
盧日內在2003年夏天加盟了英格蘭足球超級聯賽升班馬狼隊，他度過了一個單賽季，只取得了10次出場，2004年夏天狼隊護級後被解約。

## 國家隊生涯
在國際舞台上，盧日內於1989年20歲時出道，在蘇聯國家足球隊得到八次出場機會，但因傷病錯過了1990年世界杯。蘇聯解體後，選擇代表烏克蘭出戰，共出場52次，1992年至2003年間一直為國家披甲，雖然他烏克蘭從來沒有達到過任何一項賽事的決賽。
盧日內作為國家隊隊長39次，在烏克蘭國內获得了巨大的赞誉。 2000年12月，根據Ukrainsky FUTBOL周刊的一項民意調查評選為烏克蘭“世紀之隊長”。其中盧日內收到票數第四多，仅次于奥列格·布洛欣和安德烈·舍甫琴科。

## 榮譽
基輔迪納摩足球俱樂部

蘇聯足球超級聯賽：1989-90（冠軍）

蘇聯杯：1990（冠軍）

烏克蘭足球超級聯賽：1992–93, 1993–94, 1994–95, 1995–96, 1996–97, 1997–98, 1998–99（冠軍）

烏克蘭盃：1993, 1996, 1998, 1999（冠軍）

阿仙奴

英格蘭足球超級聯賽：2001–02（冠軍）1999–00, 2000–01, 2002–03（亞軍）

英格蘭足總杯：2002（冠軍）2001（亞軍）

英格蘭社區盾：2003（冠軍）

歐洲足總盃：2000（冠軍）

蘇聯U21足球代表隊

歐洲U-21足球錦標賽：1990

個人

蘇聯足球超級聯賽最佳新人：1989-90

## 外部連結
- 足球数据库：Oleh Luzhny的球员统计数据
- Ukrainian Team of the Century (poll by Ukrainsky Futbol)
- Profile on website Football Ukraine （页面存档备份，存于）